# The Crab Cooker

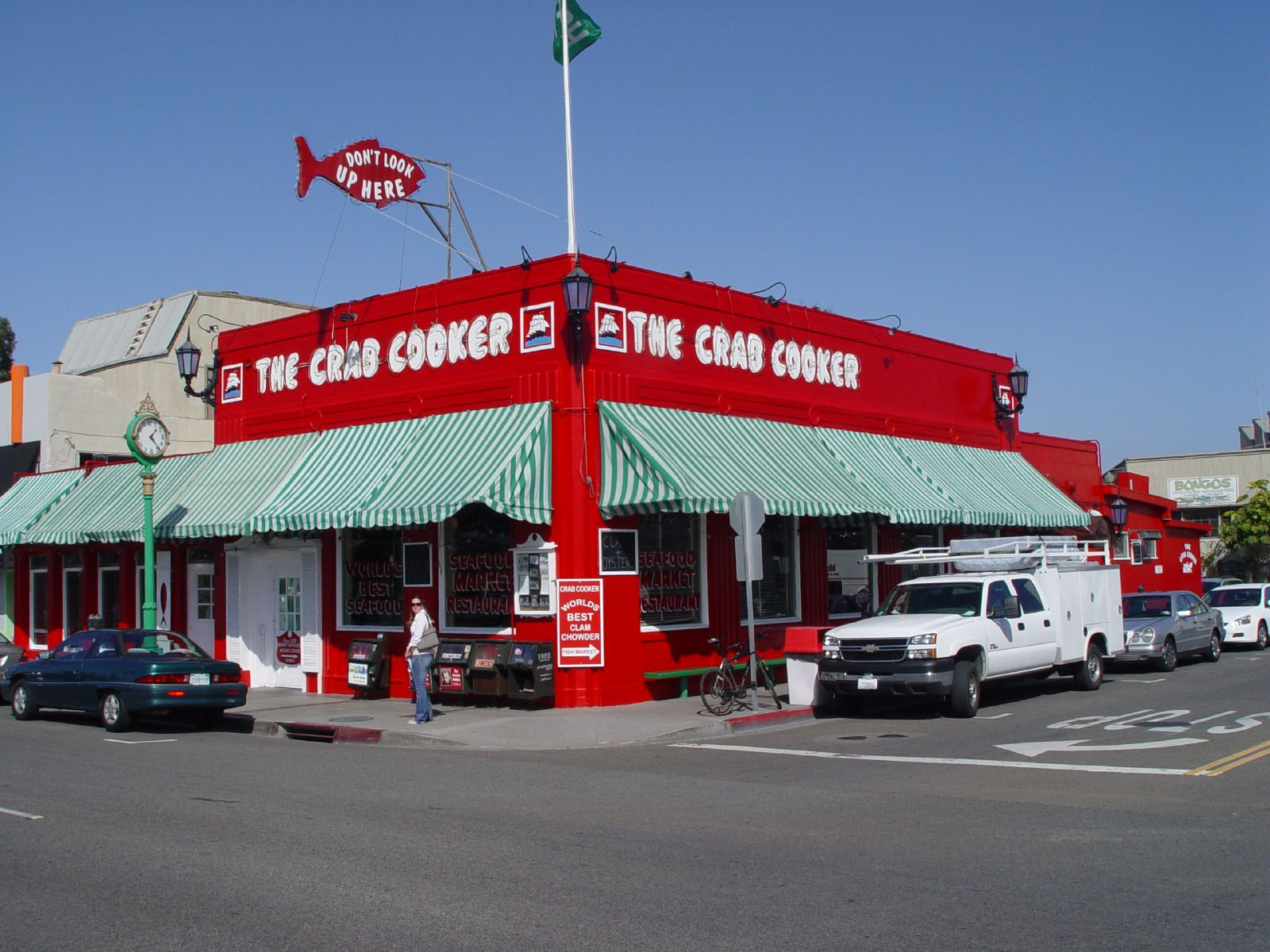
Das markante rote Restaurantgebäude

Das The Crab Cooker ist ein bekanntes Restaurant in Newport Beach im US-Bundesstaat Kalifornien. Es hat sich hauptsächlich auf Fischgerichte und viele weitere Arten von Meeresfrüchten spezialisiert. Das Lokal wurde 1951 eröffnet. Es befindet sich an der Ecke von 22nd Street und Newport Boulevard auf der Balboa Peninsula.

## Geschichte
Die Geschichte des Restaurants beginnt Ende der 1940er-Jahre, als der Tischler Bob Roubian dabei half, einen örtlichen Fischmarkt umzugestalten. Drei Jahre später bot ihm der Besitzer schließlich an, das Geschäft zu übernehmen. Roubian akzeptierte das Angebot, da er selbst sehr viel Zeit mit der Fischerei zubrachte.

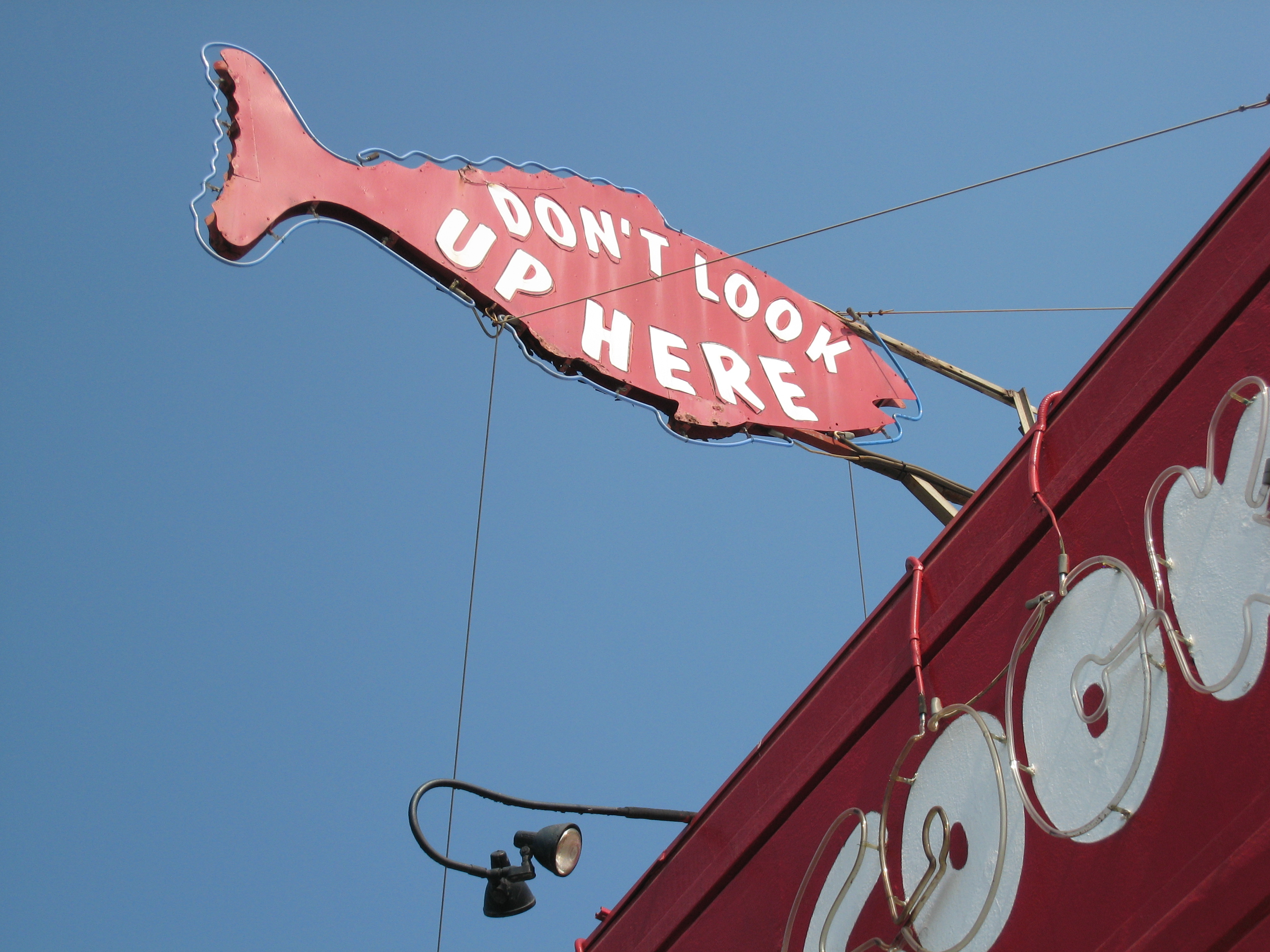
Fisch-Schild

Das Lokal befindet sich in einer ehemaligen Filiale der Bank of America. Das ursprünglich 158 Quadratmeter große Haus ist kürzlich durch einen Anbau um zusätzliche 836 Quadratmeter erweitert worden. Seit 1992 gibt es zudem eine Filiale im nahegelegenen Tustin. 
Aufgrund der Bekanntheit des Crab Cooker sind lange Warteschlangen bis auf die Straße hinaus durchaus üblich. Landesweite Schlagzeilen machte das Restaurant, als der damalige US-Präsident Richard Nixon durch vorausgeschickte Begleiter anfragen ließ, ob man für ihn eine Ausnahme bei der Wartezeit machen würde. Doch der Eigentümer Bob Roubian entgegnete, dass sich der Präsident wie alle anderen Leute auch in die Schlange zu stellen hätte.

### Gestaltung
Das rot gestrichene Restaurantgebäude ist im Inneren mit allerlei kuriosen Gegenständen dekoriert, die für eine sehr eigenartige Atmosphäre sorgen. Darunter befinden sich zahlreiche Gemälde bekannter Künstler, einzelnes Schiffszubehör und ein riesiges Modell eines Hais. Zur Gestaltung zählen auch unzählige Postkarten, welche von Touristen aus aller Welt stammen. Ein am Dach angebrachtes Schild in der Form eines Fisches zieht die Blicke auf sich.

### Spezialitäten
Eine der bekanntesten Spezialitäten des Hauses ist die Manhattan Clam Chowder, eine typisch amerikanische Muschelsuppe. Des Weiteren werden Hummer, Krabben, Austern, Muscheln, Shrimps, Lachsfilets und diverse weitere Arten frischen Fischs serviert.

## In Kunst und Medien
Das fiktive Restaurant Crab Shack aus der in Newport Beach spielenden Fernsehserie O.C., California soll das reale Crab Cooker darstellen. Wie in der Serie üblich werden so bekannte Attraktionen oder Bauwerke der Stadt in die Handlung eingebunden. Die Dreharbeiten finden jedoch meist im nördlich gelegenen Manhattan Beach statt. 